# Pascal Clouvel
Pour les articles homonymes, voir Clouvel.
Pascal Clouvel (né le 12 novembre 1960 à Saint-Étienne) est un athlète français, spécialiste de demi-fond et des courses de fond. Il est l'époux d'Annick Clouvel, également athlète, et le père d'Élodie Clouvel, double médaillée d'argent au pentathlon moderne lors des Jeux olympiques de 2016 et 2024.

## Palmarès
- 7 sélections en Équipe de France A
- Championnats de France d'athlétisme :
  - vainqueur du 5 000 m en 1989
- Championnats de France d'athlétisme en salle :
  - vainqueur du 1 500 m en 1986

## Records
| Épreuve  | Performance    | Lieu | Date |
| -------- | -------------- | ---- | ---- |
| 5 000 m  | 13 min 31 s 87 |      | 1987 |
| 10 000 m | 29 min 8 s 72  |      | 1990 |